# Sepp Kals
Sepp Kals (* 28. Oktober 1911 in Kirchberg in Tirol; † 30. Dezember 1981) war ein österreichischer Bildhauer.

## Leben
Sepp Kals besuchte die Staatsgewerbeschule Innsbruck bei Ferdinand Stabinger und studierte von 1935 bis 1939 an der Kunstgewerbeschule Wien bei Michael Powolny, Theodor Georgii und Ferdinand Opitz. Nach dem Kriegsdienst im Zweiten Weltkrieg war er wieder in Kirchberg ansässig, später in Salzburg. Sepp Kals schuf figürliche Holzplastiken, Altäre und Grabdenkmäler.

## Werke

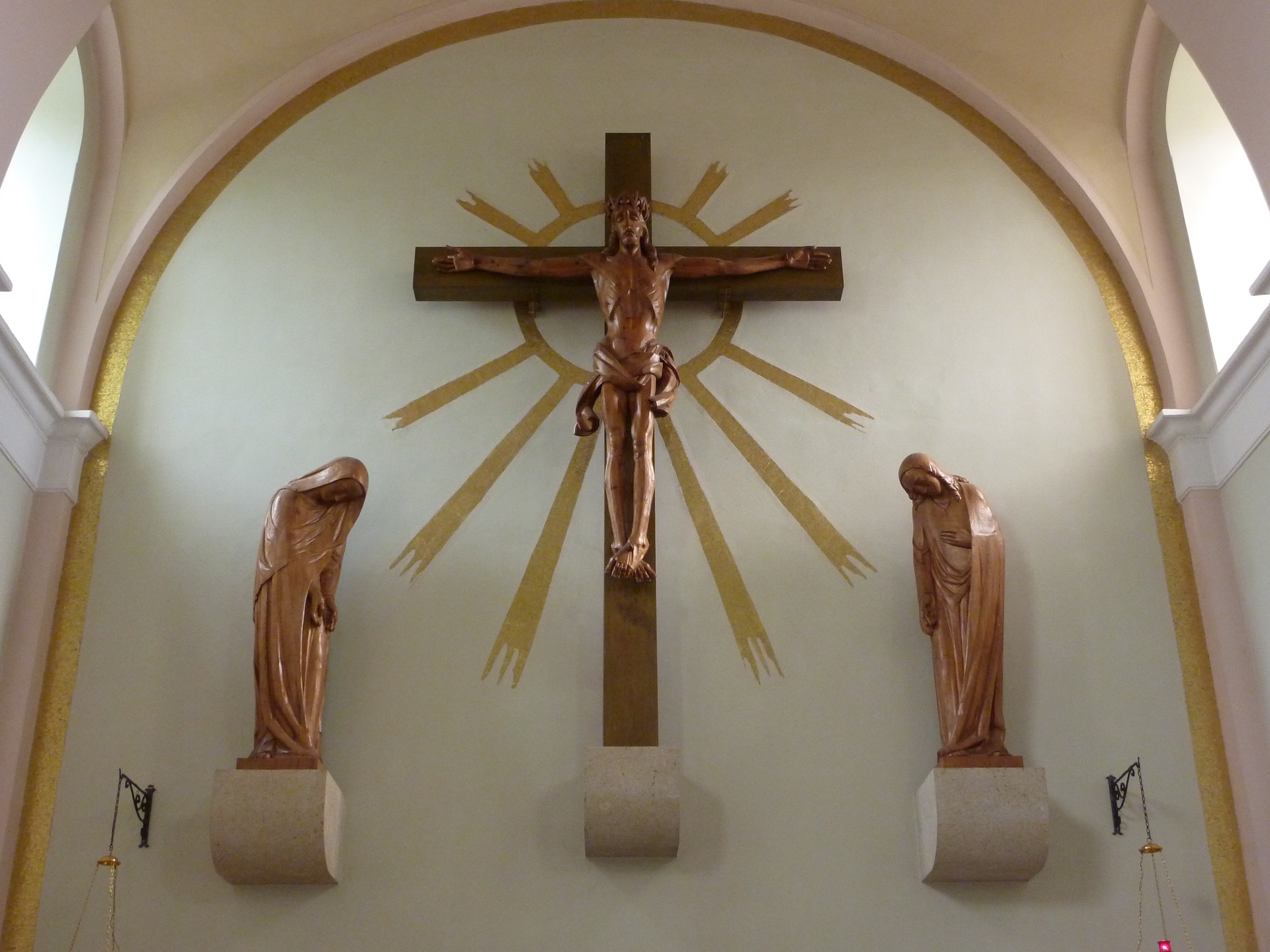
Kreuzigungsgruppe, Pfarrkirche Hanfthal

- Grabdenkmal für Franz Blamoser, Ybbsitz, 1933[2]
- Grabdenkmal für Anton Frey, Döblinger Friedhof, 1936[2]
- Kreuzigungsgruppe am Hochaltar, Pfarrkirche Hanfthal, 1960
- Pietá-Relief, Kriegerdenkmal Hopfgarten im Brixental, 1960[3]
- Erler-Stein (Denkmal für Franz Christoph Erler), Stadtpark, Kitzbühel, 1961[4]
- Kreuzwegstationen und Pallottialtar, Pfarrkirche Königin des Friedens, Wien, 1965[5]
- Denkmal für Leopold Figl, Minoritenplatz, Wien, 1972 (mit Franz Anton Coufal und Josef Obermoser)[6]
- Skulptur hl. Petrus, Peterbründl, Kirchberg in Tirol, um 1980[7]
- Hubertusbrunnen, Dorfplatz Breitenwang, 1981[8]
- Kanzel, Pfarrkirche Oberpullendorf